# Hyperaspis cruenta
Hyperaspis cruenta är en skalbaggsart som beskrevs av Leconte 1880. Hyperaspis cruenta ingår i släktet Hyperaspis och familjen nyckelpigor. Inga underarter finns listade i Catalogue of Life.